# Marple, Poirot, Pyne... et les autres
Marple, Poirot, Pyne... et les autres est un recueil composite de huit nouvelles policières écrites par Agatha Christie, publié en France en 1986, à destination des lecteurs francophones.
Ce recueil reprend des nouvelles parues dans d'autres recueils britanniques ou américains.
Trois nouvelles mettent en scène le personnage de Miss Marple (nos 1, 5 et 6), deux nouvelles mettent en scène Mr Parker Pyne (nos 2 et 3), une nouvelle Harley Quinn et Mr Statterthwaite (no 7), une nouvelle Hercule Poirot et le capitaine Hastings (no 8), et une dernière nouvelle ne recourt à aucun héros récurrent d'Agatha Christie (no 4).

## Composition du recueil
1. Le Mot pour rire (Strange Jest)
2. Le Mystère des régates (The Regatta Mystery)
3. L'Intrigante de Pollensa (Problem at Pollensa Bay)
4. Nous deux mon chien (Next to a Dog)
5. Droit d'asile (Sanctuary)
6. Miss Marple raconte une histoire (Miss Marple Tells a Story)
7. La Providence des amants (The Love Detectives)
8. Vol de bijoux à l'hôtel Métropole (The Jewel Robbery at the Grand Metropolitan)

## Publications

### Royaume-Uni
Le recueil n'a pas d'équivalent au Royaume-Uni, les nouvelles sont publiées pour la première fois dans différents recueils :
- la nouvelle no 8 est publiée en 1924 dans Poirot Investigates ;
- les nouvelles nos 2 et 3 sont publiées en 1966 dans Thirteen for Luck! ;
- les nouvelles nos 1, 5 et 6 sont publiées en 1979 dans Miss Marple's Final Cases and Two Other Stories ;
- les nouvelles nos 4 et 7 sont publiées en 1991 dans Problem at Pollensa Bay and Other Stories.

### États-Unis
Le recueil n'a pas d'équivalent aux États-Unis, les nouvelles sont publiées pour la première fois dans différents recueils :
- la nouvelle no 8 est publiée en 1925 dans Poirot Investigates ;
- les nouvelles nos 2, 3 et 6 sont publiées en 1939 dans The Regatta Mystery and Other Stories ;
- les nouvelles nos 1 et 7 sont publiées en 1950 dans Three Blind Mice and Other Stories ;
- la nouvelle no 5 est publiée en 1961 dans Double Sin and Other Stories ;
- la nouvelle no 4 est publiée en 1971 dans The Golden Ball and Other Stories.

## Éditions
- Agatha Christie, Marple, Poirot, Pyne... et les autres, Paris, Librairie des Champs-Élysées, coll. « Le Masque » (no 1832), 1986, 187 p. (ISBN 2-7024-1649-7, BNF 34867707)Le nom du traducteur n'est pas précisé dans cette édition.
- Agatha Christie, Marple, Poirot, Pyne... et les autres, Paris, Librairie des Champs-Élysées, coll. « Club des Masques » (no 583), 1987, 187 p. (ISBN 2-7024-1786-8, BNF 34978885)Le nom du traducteur n'est pas précisé dans cette édition.
- Agatha Christie (trad. de l'anglais par Michel Averlant), Marple, Poirot, Pyne... et les autres, Paris, Librairie générale française, coll. « Le Livre de poche » (no 14131), 1997, 157 p. (ISBN 2-253-14131-3, BNF 36165489)Le nom du traducteur n'est pas précisé dans cette édition.